# 錢棅
錢棅（1619年11月13日—1645年），字仲馭，浙江嘉興府嘉善縣人，明朝、南明政治人物。

## 生平
錢棅是崇禎九年（1636年）丙子科浙江鄉試第七十六名舉人，十年（1637年）聯捷丁丑科進士。先在吏部觀政，十三年（1640年）四月獲授南京兵部職方司主事，同年八月陞郎中，十四年改南京吏部文選司郎中，視察軍政，剔除弊端，糾舉犯法宦官，南京官吏稱他為「健決郎」，十五年出為廣東按察司僉事、分巡鹽法水利，因為兄長錢栻去世疏請終養父親。
崇禎十七年（1644年）李自成攻陷北京，當時錢棅剛生病吐血，得知此事後召集兵馬勤王，在蘆墟起兵響應嘉興明軍，拿出萬金充當糧餉，與從兄錢栴（伯父錢士晉之子）、族叔祖錢繼登分守嘉善，令清兵畏懼，其後戰事轉趨不利，軍隊駐紮泖上，匯合徐孚遠、孫臨，到松江、嘉善失陷，他計劃間道前往福京，船隻在震澤遇上清兵戰敗，身受四創，與僮僕秋烟投水而死，監國魯王追贈太常寺卿，諡忠貞，而隆武帝則追贈太僕寺少卿，諡忠愍。著有《南園倡和集》、《少司馬草》、《新懦園詩文集》。

## 家族
曾祖錢吾仁，贈禮部右侍郎；祖父錢繼科，贈禮部右侍郎；伯父錢士晉，雲南巡撫；父錢士升，丙辰科状元，太子太保、禮部尚書、東閣大學士。

## 引用
1. 1 2  嘉慶《嘉善縣志·卷十五·人物志三》：錢棅，《檇李詩繫》（云）字仲馭，相國士升仲子，崇禎丁丑進士，授南職方，轉郎中察軍政，剔夙弊，中涓欲有所撓，糾之不少枉，南都稱健決；遷廣東僉事，請終養，有《南園倡和集》。余懷撰《吏部別傳》（云）仲馭伉爽豪邁，其天性而言吶吶如不出口，至于處大事、臨大節，雖古剛介大臣不是過也。甲申逆闖陷都城，仲馭方病嘔血，聞北耗糾召兵曹，以時舉勤王誓師號慟哀感，一切糧餉皆破產為之。《明紀編年》（云）乙酉秋殉節震澤 小僮秋煙從死。《啟禎條款》（云）棅耽經史兼採漢魏六朝諸名家皆有成編，尤好為詩戛戛去陳，論者方之李長吉，所著有《少司馬草》、《新懦園詩文集》。
2. ↑  嘉慶《嘉善縣志·卷十一·選舉志上》：（崇禎）九年丙子（舉人）……錢棅 士升子，府學中式
3. ↑  錢海岳《南明史·卷一百五·列傳第八十一》：錢棅，字仲馭，嘉善人。士升幼子。崇禎十年進士。歷職方主事、郎中，改文選，察軍政，剔夙弊。中官欲有撓糾，不少枉，南京稱健決郎，遷廣東鹽法水利僉事。兄栻卒，疏請終養，不赴。嘉興兵起，首輸萬金充餉，起兵應於蘆墟，與錢栴、錢繼登分防嘉善。偏師轉戰，清兵畏之。已戰不利，師屯三泖上，與徐孚遠、孫臨。嵩江、嘉善陷，將間謁福京。舟泊震澤，遇清兵戰敗，身受四創，與小僮秋烟投水死。監國魯王贈太嘗卿，諡忠貞；紹宗贈太僕少卿，諡忠愍。
4. ↑  《崇禎十年丁丑科進士三代履歷》：錢棅，曾祖吾仁，贈禮部右侍郎；祖繼科，贈官同；父士升，狀元東閣大學士丙辰；仲馭，書四房，己未十月初九日生，嘉善縣人，丙子七十六名，會七十一名，三甲二百三十五名，吏部觀政，庚辰四月授南兵部職方司主事，八月陞郎中，辛巳改南武选司郎中，壬午升廣東佥事，终养。